# Маульмей
Маульмей (исл. Málmey) — необитаемый остров у северного побережья Исландии,
один из трех островов в Скага-фьорде наряду с островами Драунгей и Люндей. Остров расположен в восточной части фьорда.
Маульмей представляет собой длинный узкий остров примерно 4 км длиной и 1 км шириной, сужаясь к северной и южной оконечности.
Наивысшая точка расположена в северной части острова и имеет высоту 156 м
Остров со всех сторон окружен скалами.
На юго-востоке острова находится маяк, построенный в 1937 г. На острове жили люди до 1950 г, когда пожар уничтожил ферму, на которой жило 14 человек. С тех пор остров необитаем.
В настоящее время добраться до острова можно только на лодке.
Маульмей упоминается в саге о Стурлунгах как то место, куда бежал епископ Гюдмундур Арасон, спасаясь
от Тюми Сигхватссона и его людей, пытавшихся убить епископа.
Гюдмундур покинул остров в день Пасхи, после того как его последователи убили Тюми.